# Gruss an Coburg
'Gruss an Coburg', synonyme 'I. Gruss an Coburg', est un cultivar de rosier obtenu en 1927 par le rosiériste allemand Johannes Felberg-Leclerc. Il est issu d'un croisement 'Alice Kaempff' x 'Souvenir de Claudius Pernet' (Pernet-Ducher, 1920). Il était rangé dans les pernetianas avant d'être classé désormais dans les hybrides de thé.

## Description
Le buisson de 'Gruss an Coburg' est puissant, érigé et de taille moyenne (90 cm à 120 cm). Son feuillage est d'un vert bronze. Les grandes fleurs de ce rosier sont en forme de coupe ; elles sont de couleur rose cuivré avec des nuances orangées et sont fortement parfumées, aux notes fruitées. L'intérieur des pétales des boutons de rose est légèrement jaune, avec une base dorée; l'extérieur est rose foncé à rose saumon avec une pointe cuivrée jaune or. Le coloris des fleurs s'éclaircit au fur et à mesure de la floraison jusqu'à devenir presque crème. La floraison est remontante de début juin à début novembre.
Il en existe une variété grimpante obtenue par mutation.
'Gruss an Coburg' a longtemps été cultivé sur la Côte d'Azur pour la fleur coupée.